# کریستیان استایب

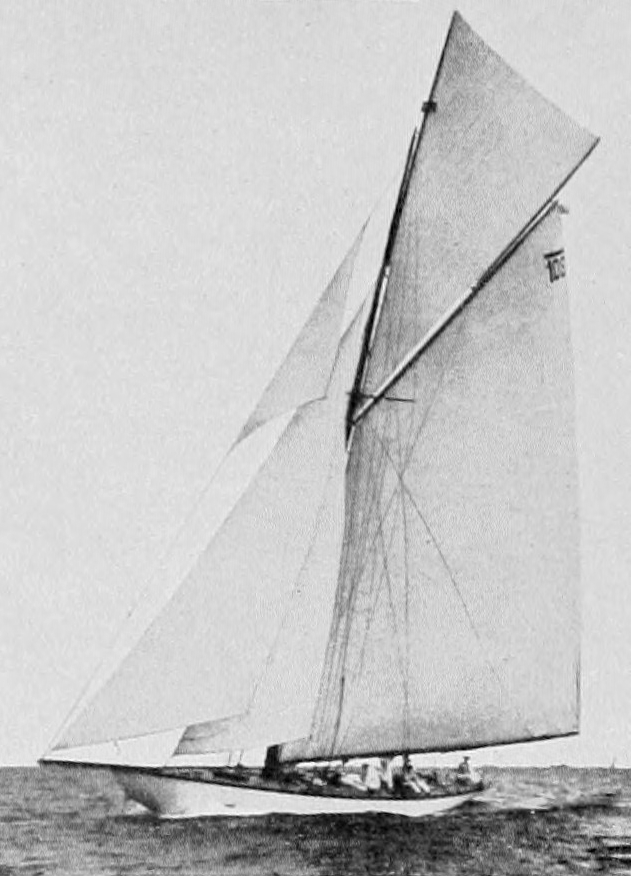
این مقاله در مورد قایقران قایق بادبانی است.

کریستیان استایب (انگلیسی: Christian Staib; ۱۰ فوریهٔ ۱۸۹۲ – ۱۶ مهٔ ۱۹۵۶) قایقران قایق بادبانی اهل نروژ بود.